# Severiano Ballesteros
Severiano "Seve" Ballesteros (9. april 1957 i Pedreña – 7. maj 2011) var en spansk golfspiller og den mest succesfulde spanier i golfsporten nogensinde. Ballesteros vandt 91 sejre gennem sin professionelle karriere, heriblandt fem Major-sejre, US Masters i 1980 og 1983, og British Open i 1979, 1984 og 1988.
Ballesteros repræsenterede otte gange, i 1979, 1983, 1985, 1987, 1989, 1991, 1993 og 1995, det europæiske hold ved Ryder Cup. Desuden var han kaptajn for holdet, da det i 1997 vandt titlen, blandt andet med danske Thomas Bjørn på holdet.
Ballesteros fik opkaldt turneringen Seve Trophy efter sig. Det er en turnering der afvikles efter Ryder Cup-format mellem to hold fra henholdsvis det kontinentale Europa og de Britiske Øer.
Han døde efter en langvarig cancersygdom.